# Enyhe tejelőgomba
Az enyhe tejelőgomba vagy narancsszínű tejelőgomba (Lactarius aurantiacus) a galambgombafélék családjába tartozó, Európa erdeiben honos, nem ehető gombafaj.

## Megjelenése
Az enyhe tejelőgomba kalapja 2-5 (6) cm átmérőjű, alakja fiatalon domború, majd hamar ellaposodik; közepe kissé bemélyedő, legtöbbször kis púpja is van. Széle kissé csipkés, felszíne sima. Színe élénk narancsbarna vagy okkernarancs. Húsa törékeny, halvány krémszínű, sérülésre fehér tejnedvet ereszt. Szaga enyhe, kellemetlen; íze kissé keserű és később sem válik csípőssé.
Közepesen sűrűn álló lemezei tönkhöz nőttek. Színük fiatalon krémszínű, később okkeres lesz.
Spórapora fehéres-elefántcsontszínű. Spórái nagyjából kerekek vagy széles ellipszoidok, felületük rücskös, amiket néhány, teljes hálózatot nem alkotó gerinc köt össze. Méretük 8-9,5 x 6-7,5 µm.
Tönkje 2,5-6,5 cm magas és 0,5-1 cm vastag. Alakja hengeres, felülete sima. Színe a kalapéhoz hasonlít vagy kissé világosabb.

### Hasonló fajok
Összetéveszthető a nagyobb termetű, világosabb kalapszélű narancsvörös tejelőgombával (Lactarius fulvissimus) vagy a sárguló tejű vízparti tejelőgombával (Lactarius lacunarum).

## Elterjedése és termőhelye
Európában honos.
Lomb- és fenyőrdőkben él, a fákkal gyökérkapcsoltságot alkot. Nyártól késő őszig terem. 

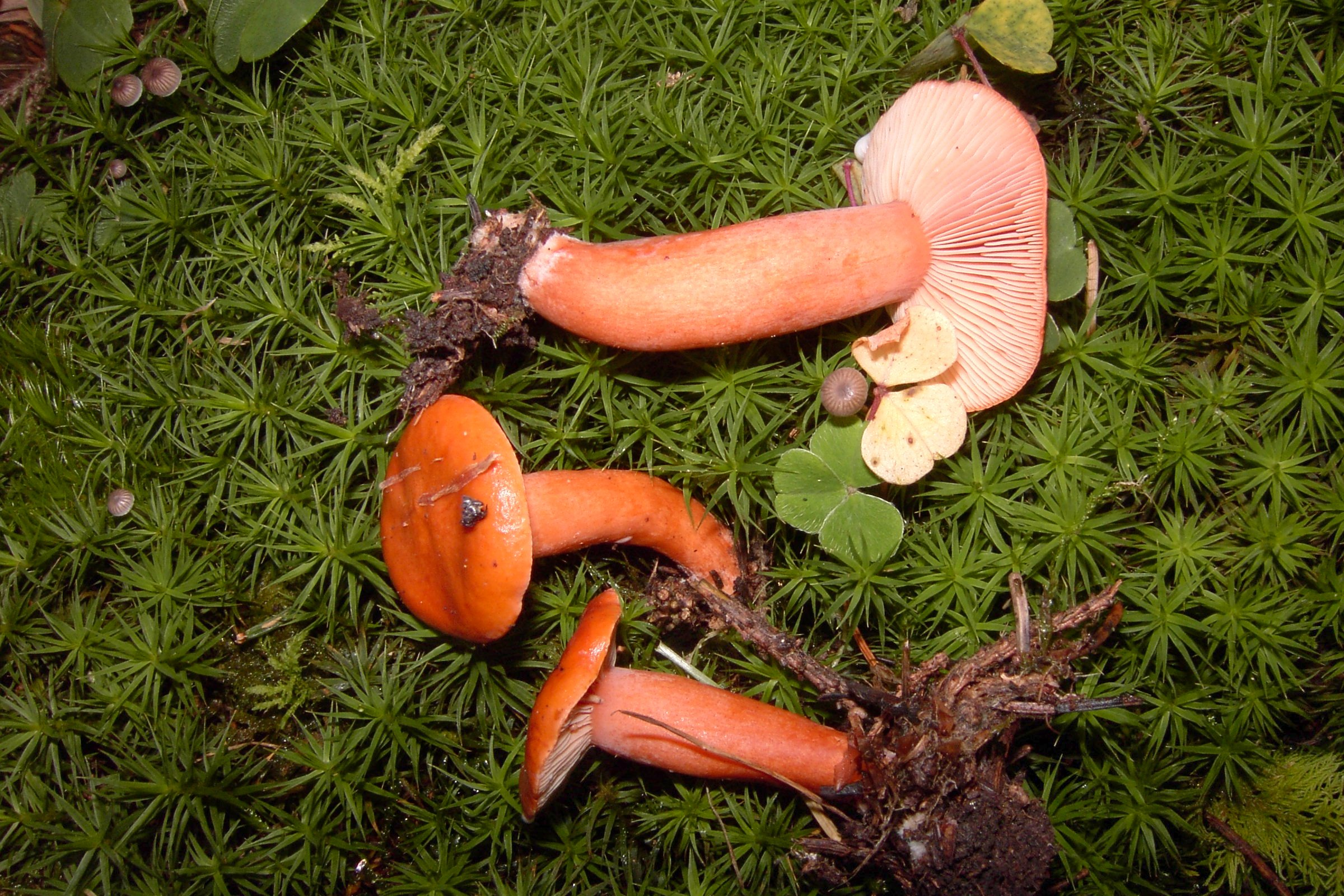
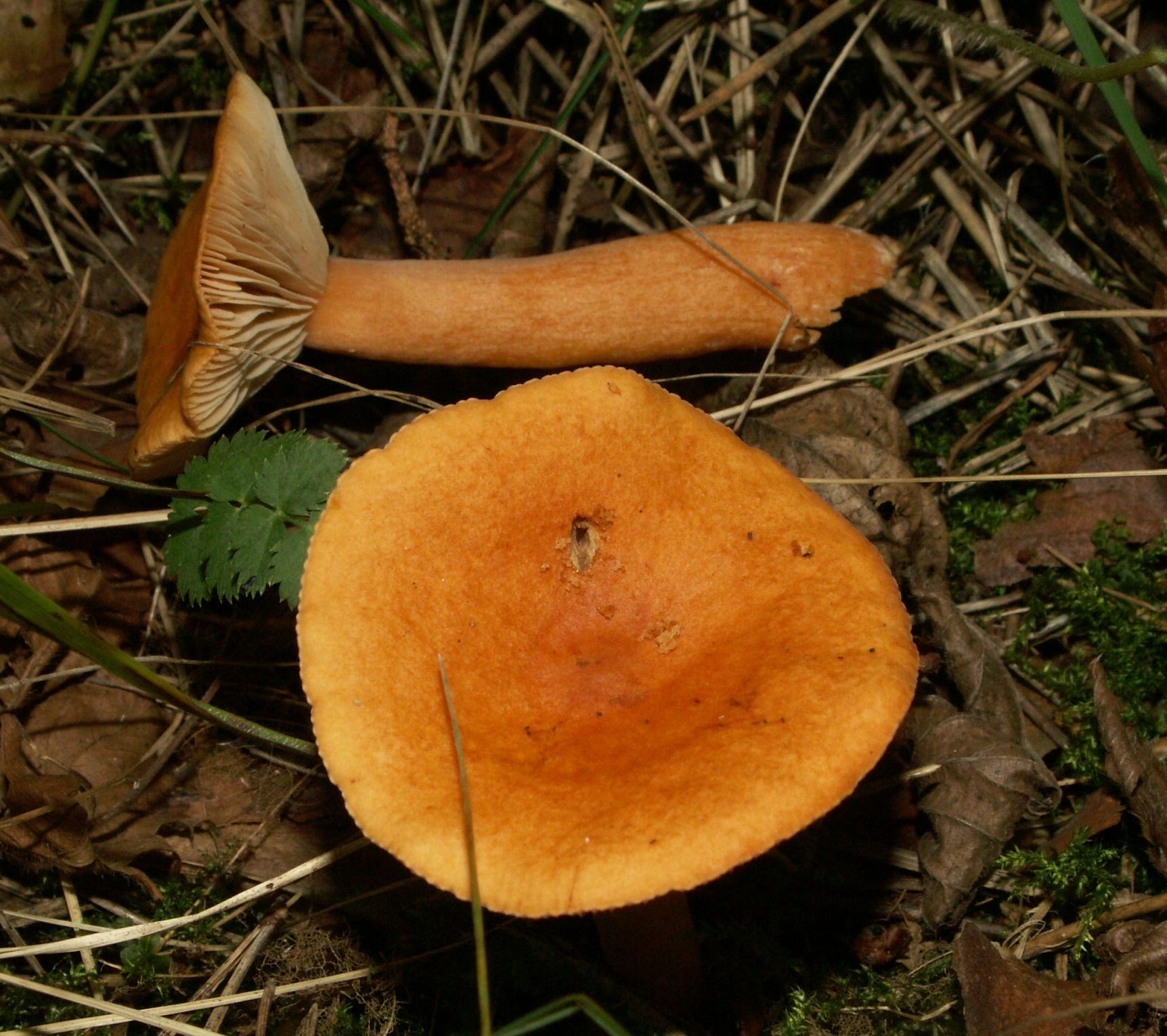
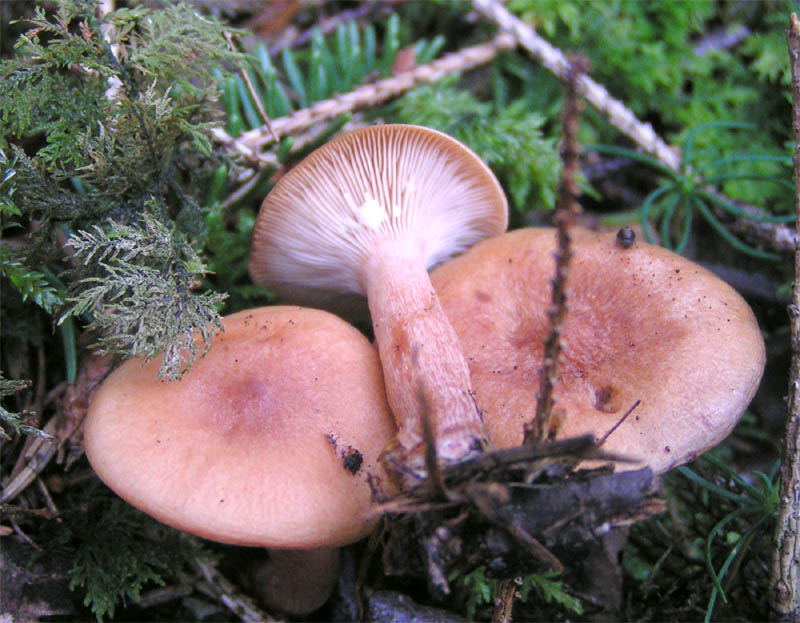
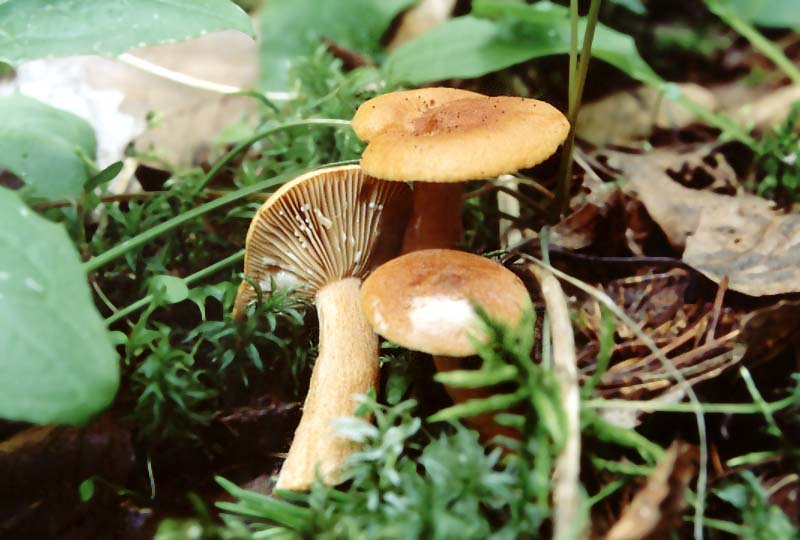
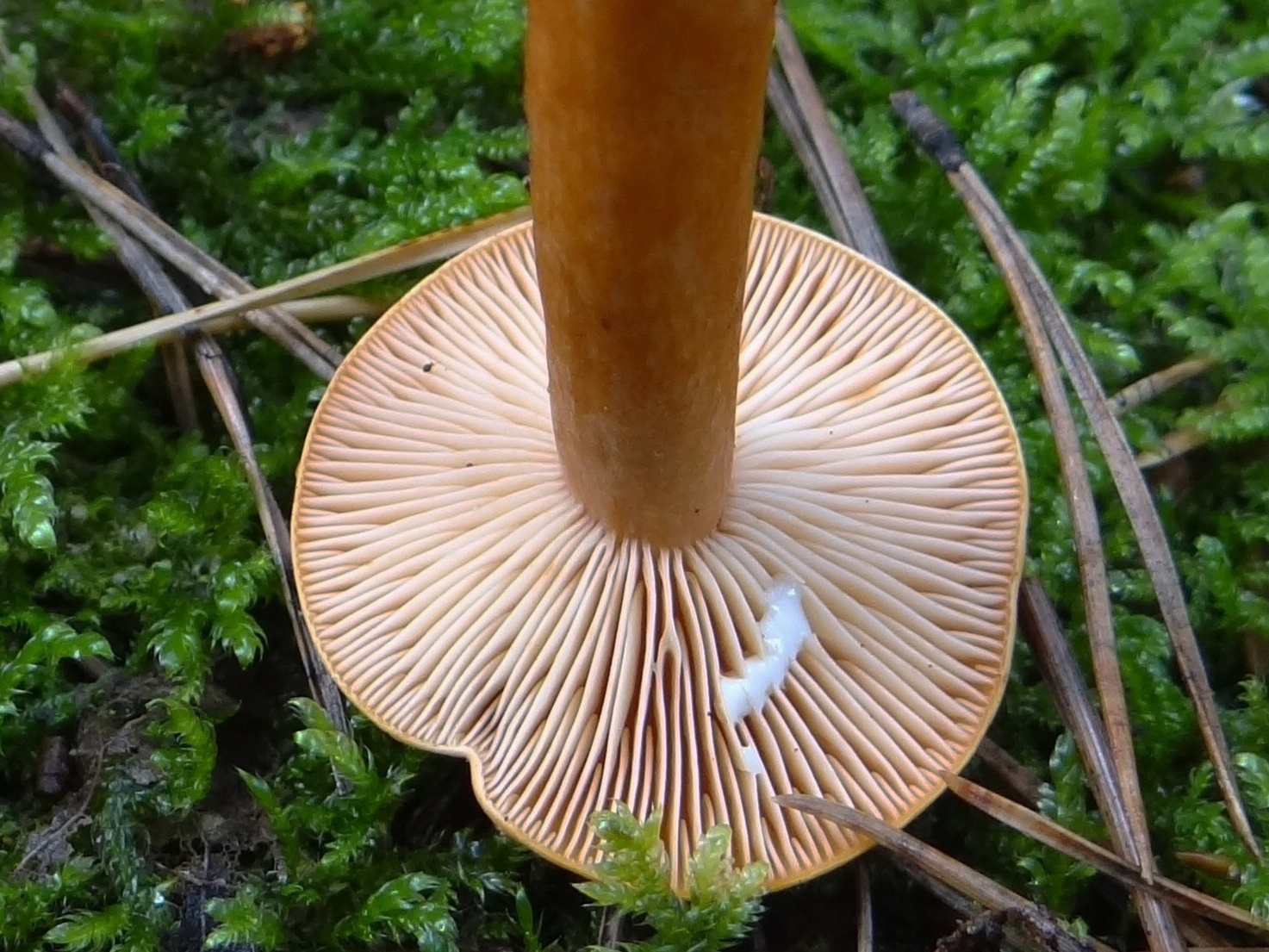

Nem ehető.